# Lincoln County (Idaho)
Lincoln County je okres ve státě Idaho v USA. K roku 2010 zde žilo 5 208 obyvatel. Správním městem okresu je Shoshone. Celková rozloha okresu činí 3 123 km².

## Sousední okresy
| Růžice kompasu | Camas County   | Blaine County          |                 | Růžice kompasu |
| Růžice kompasu | Gooding County | Sever                  | Minidoka County | Růžice kompasu |
| Růžice kompasu | Gooding County | Lincoln County (Idaho) | Minidoka County | Růžice kompasu |
| Růžice kompasu | Gooding County | Jih                    | Minidoka County | Růžice kompasu |
| Růžice kompasu | Jerome County  |                        |                 | Růžice kompasu |